# NGC 3389
NGC 3389或是位於獅子座哈伯型Sc螺旋星系。根據科學家估計，NGC 3389距離銀河系5400萬光年，直徑約5萬光年。
在天空的同一區域，還有星系M105、NGC 3371、IC 643、IC 648。
科學家曾在NGC 3389觀測到超新星SN 1967C（Ia型）和SN 2009md（IIP 型）。
1784年3月11日，威廉·赫歇爾發現該星系（被列為NGC 3389）；1830年3月23日，約翰·赫歇爾再度發現該星系（被列為NGC 3373）。